# Fjällvagnen
Fjällvagnen var en modell av husvagn som tillverkades av ett företag med samma namn mellan 1967 och 1998.